# Кипр на «Евровидении-1997»
Кипр принимал участие в сорок втором международном телевизионном конкурсе Евровидение-1997, который состоялся 3 мая в театре "Пойнт" в Дублине, Ирландия. Страну представляли певица Хара и Андреас Константину с танцевальной этно-песней Mana mou ("Моя мать"), написанной Константиной Константину. Константина ранее представляла Кипр на Евровидение-1983 в составе дуэта Ставрос и Константина с песней I agapi akoma zi. По итогам голосования Кипр занял пятое место из 25, набрав 97 очков, зафиксировав, тем самым, второй лучший результат после 1982 года. Это позволило стране пройти квалификацию на участие в Евровидение-1998. Таким образом, Mana mou стала предшественницей кипрской заявки 1998 года Genesis в исполнении Михалиса Хаджиянниса. Конкурс был показан CyBC на канале RIK1 с комментариями Эви Папамихаил. Глашатаем от Кипра был Мариос Скордис.

## Предыстория
К моменту участия на конкурсе 1997 года Кипр выступал на Евровидение 15 раз с момента своего дебюта в 1981 году. Самым лучшим результатом страны стало пятое место, которого она добилась в 1982 году с песней Mono i agapi в исполнении Анны Висси. Самым худшим результатом Кипра стало последнее место на Евровидение-1986, когда заявка Tora zo в исполнении Элпиды набрала только 4 очка. Помимо этого, Кипр был дисквалифицирован с конкурса 1988 года, после того, как было обнаружено, что песня Thimame в исполнении Янниса Димитру уже выпускалась ранее в Финляндии. На Евровидение-1996 представитель Кипра Константинос Христофору занял девятое место, заработав 72 очка.

## До «Евровидения»

### Национальный финал
Кипрский телевещатель Cyprus Broadcasting Corporation (CyBC) с 1981 года отвечает за организацию отбора заявки на Евровидение и трансляцию конкурса. С 1990 года CyBC организовывал национальные финалы с участием нескольких артистов и песен. Данная процедура была использована и в 1997 году. Национальный финал состоялся 18 февраля в ночном клубе "Монте-Капуто" в Лимасоле. Ведущей была Марина Малени-Кириази. Восемь конкурсантов принимало участие, а победитель определялся путём голосования жюри, состоящего из 21 члена. Среди конкурсантов был будущий представитель Кипра на Евровидение-2003 Стелиос Константас.
| Порядковый номер | Исполнитель                | Название песни       | Очки | Место |
| ---------------- | -------------------------- | -------------------- | ---- | ----- |
| 1                | Гиоргос Полихрониадис      | Apopse den me niazi  | 91   | 5     |
| 2                | Далида Митци               | Ta trena             | 71   | 6     |
| 3                | Хараламбос Брунтцос        | Mia zografia         | 106  | 4     |
| 4                | Стелиос Константас         | I grammi tis ntropis | 145  | 2     |
| 5                | Спирос Спиракос            | Essi                 | 70   | 7     |
| 6                | Хара и Андреас Константину | Mana mou             | 170  | 1     |
| 7                | Гиоргос Стаматарис         | Xechnas              | 112  | 3     |
| 8                | Кристина Лазару            | Pote                 | 54   | 8     |

## На «Евровидении»
В 1997 году Европейский вещательный союз внёс изменения в правила касательно квалификации стран. Согласно новым правилам, к конкурсу допускаются страна-победительница Евровидение-1996 и страны, имевшие высокий средний балл за предыдущие четыре конкурса. Средний балл Кипра составил 54,75, что позволило стране принять участие. Перед началом конкурса РТЭ объявило, что букмекеры номинировали Кипр на 21-е место по ставкам. В Дублине Хара и Андреас Константину выступали под номером 1, открыв, тем самым, конкурсную программу. Цепкая, захватывающая танцевальная песня с элементами этнической музыки стала привлекла внимание голосующих стран, задав, таким образом, моду на аналогичные песни на Евровидении. По итогам голосования Кипр занял пятое место из 25, набрав 97 очков, в том числе, максимальные 12 очков от Греции и Исландии, зафиксировав, тем самым, второй лучший результат после 1982 года. Позднее страна достигнет пятого места ещё раз в 2004 году с Лизой Андреас и вплоть до 2018 года данный результат будет являться пиковой позицией для Кипра. Хотя в 1997 году ЕВС ввёл процедуру телеголосования для пяти стран, Кипр использовал голоса жюри. 12 очков кипрское жюри присудило Греции и 0 очков России. Россия присудила Кипру 1 очко. Дирижёром оркестра во время исполнения кипрской заявки был Ставрос Лантсиас.

### Голосование
| Очки      | Страна                                               |
| --------- | ---------------------------------------------------- |
| 12 баллов | - Греция - Исландия                                  |
| 10 баллов | - Испания - Нидерланды                               |
| 8 баллов  |                                                      |
| 7 баллов  | - Дания - Мальта                                     |
| 6 баллов  |                                                      |
| 5 баллов  | - Великобритания - Германия                          |
| 4 балла   | - Италия - Словения - Франция - Хорватия - Швейцария |
| 3 балла   | - Ирландия - Португалия                              |
| 2 балла   | - Норвегия                                           |
| 1 балл    | - Россия - Эстония                                   |

| Очки      | Страна         |
| --------- | -------------- |
| 12 баллов | Греция         |
| 10 баллов | Испания        |
| 8 баллов  | Ирландия       |
| 7 баллов  | Великобритания |
| 6 баллов  | Италия         |
| 5 баллов  | Мальта         |
| 4 балла   | Хорватия       |
| 3 балла   | Франция        |
| 2 балла   | Словения       |
| 1 балл    | Эстония        |